# Slite
Slite est une localité de Suède dans la commune de Gotland située dans le comté de Gotland.
Sa population était de 992 habitants en 2019.

## Industrie

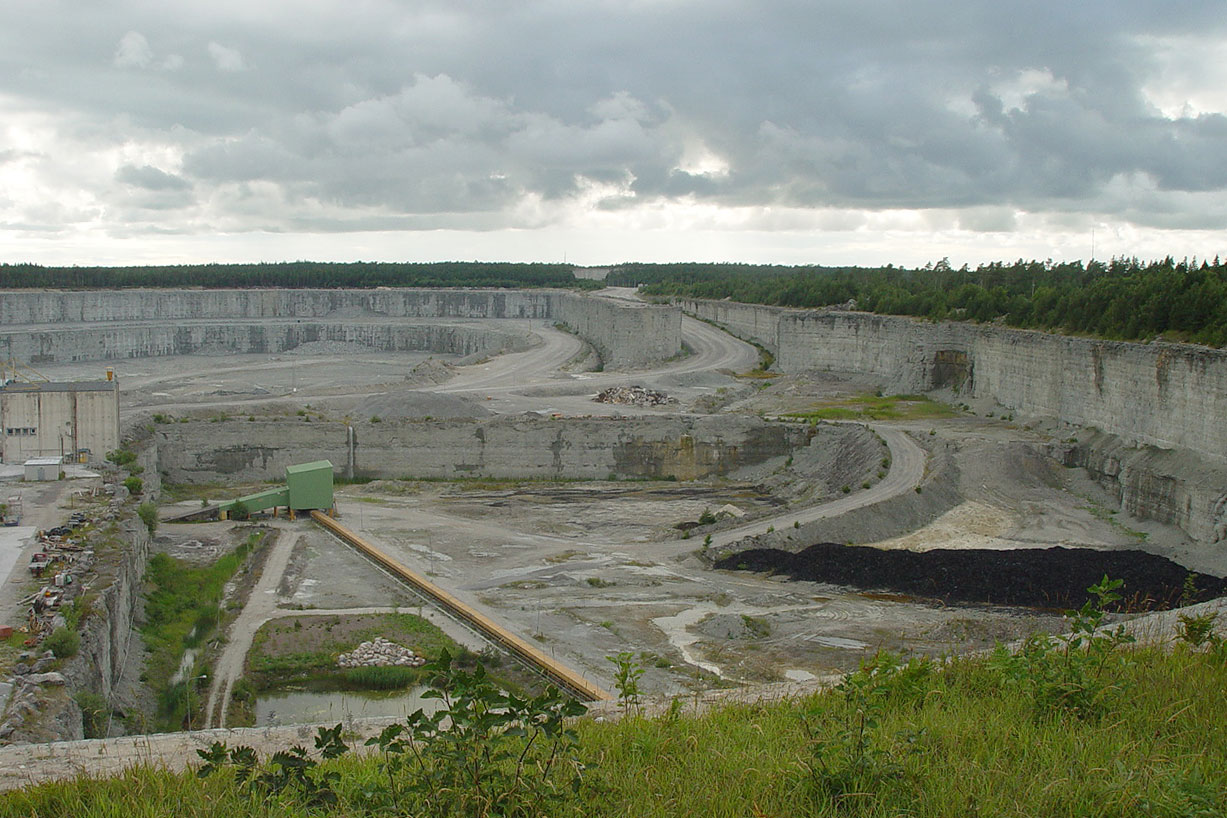
La carrière de calcaire de Slite

La carrière de calcaire de Slite et sa cimenterie emploient en 2021 430 personnes, et produisent environ 2,5 millions de tonnes de ciment par an.